# Gnostus floridanus
Gnostus floridanus is een keversoort uit de familie klopkevers (Ptinidae). De wetenschappelijke naam van de soort werd in 1930 gepubliceerd door Blatchley.